# Konceptna ilustracija
Konceptna ilustracija je oblika vizualne umetnosti, ki se uporablja za prenos ideje za uporabo v filmih, video igrah, animacijah, stripih ali drugih medijih, preden se postavi v končni izdelek. Konceptna ilustracija se običajno nanaša na umetniške produkte gradnje domišljijskega svet, ki se nato uporabi kot navdih za razvoj medijskih izdelkov. Konceptna ilustracija ni isto kot razvoj vizualne umetnosti (visual development art ali vis dev), čeprav sta ti dve veji pogosto zamešani.
Konceptna ilustracija se razvija skozi več iteracij. Preden se odločimo za končno zasnovo, raziskujemo več rešitev. Konceptna ilustracija se ne uporablja samo za razvoj dela, ampak tudi za prikaz napredka projekta direktorjem, strankam in vlagateljem. Ko je razvoj dela končan, se lahko konceptna ilustracija predela in uporabi za oglaševalsko gradivo.

## Zgodovina
Izraz "Concept art", ki jo v našem jeziku prevajamo kot konceptna ilustracija, je že v tridesetih letih dvajsetega stoletja uporabljal animacijski studio Walt Disney. Konceptni ilustrator je posameznik, ki ustvari vizualno zasnovo za predmet, domišljijski lik ali območje, ki še ne obstaja. To vključuje, vendar ni omejeno na, film, animacijo in v zadnjem času produkcijo video iger. Biti konceptni ilustrator zahteva predanost, vizijo in jasno razumevanje vloge.
Konceptni ilustrator je lahko potrebovan le na začetku projekta, za predstavitev ideje skozi njegovo delo, ali pa je del ustvarjalne ekipe, dokler se projekt ne uresniči. Čeprav je potrebno imeti veščine likovnega umetnika, mora biti konceptni ilustrator sposoben delati v okviru strogih rokov podobno kot grafični oblikovalec. Nekateri konceptni ilustratorji lahko začnejo kot likovni umetniki, industrijski oblikovalci, animatorji ali celo umetniki za posebne učinke v filmih. Interpretacija idej in način kako so le te uresničene, je kjer se individualna ustvarjalnost konceptnega ilustratorja najbolj kaže, vendar na temo pogosto ne morejo vplivati. Mnogi konceptni ilustratorji delajo v studiu ali od doma na daljavo kot samostojni umetniki. Delo v studiu ima prednost pred uveljavljeno plačo. Povprečna plača konceptnega ilustratorja v ZDA v industriji video iger je 60.000 do 70.000 dolarjev na leto, čeprav mnogi zaslužijo veliko manj ali več.

## Materiali
Konceptna ilustracija je sprejela uporabo digitalne tehnologije. Urejevalniki rastrske grafike za digitalno slikanje so postali lažje dostopni, pa tudi strojna oprema, kot so grafične tablice, omogočajo učinkovitejše delovne metode. Pred tem so uporabljali poljubno število tradicionalnih medijev, kot so oljne barve, akrilne barve, markerji in svinčniki. Številni sodobni slikarski paketi so programirani za simulacijo mešanja barv na enak način, kot bi se barva zlila na platno; znanje tradicionalnih medijev je pogosto najpomembnejše za sposobnost konceptnega ilustratorja, da uporablja programsko opremo za slikanje. Priljubljeni programi za konceptne ilustratorje vključujejo Photoshop in Corel Painter. Drugi programi so Manga Studio, Procreate in ArtRage. Večina konceptnih ilustratorjev je zaradi enostavnosti urejanja in hitrosti prešlo na digitalne medije. Veliko konceptnega dela je kratkoročnega, kar pomeni, da je potrebno v kratkem času ustvariti delo, ki je hkrati izdelano na visokem nivoju.

## Teme
Konceptna ilustracija je od nekdaj morala pokrivati številne subjekte, saj je bila primarni medij pri oblikovanju filmskih plakatov že od začetka Hollywooda, vendar sta najbolj razširjeni področji znanstvena fantastika in fantazija. Od nedavnega porasta njene uporabe v produkciji video iger se je konceptna ilustracija razširila na žanre od fantazije do stvarnosti, odvisno od končnega rezultata.

## Slogi
Konceptna ilustracija se giblje od stiliziranega do fotorealističnega, odvisno od potreb intelektualne lastnine. Veliko umetnikov, ki delajo na projektu v zgodnji produkcijski fazi, je pogosto zamenjanih. To ponuja široko paleto interpretacij, večina jih je v obliki skic, hitrostnega slikanja in 3D poslikav. Kasnejši produkti, kot so matte paintings (tehnika podobna fotoobrezovanju), so izdelani realno do takšne stopnje, kot je potrebno. Konceptni ilustratorji se morajo pogosto prilagoditi slogu studia, za katerega so najeti. Visoko cenjen konceptni ilustrator je tisti, ki ima sposobnost ustvarjanja v več slogih.

## Področja ustvarjalnosti
Obstaja veliko splošnih konceptualnih ilustratorjev, obstaja pa tudi veliko konceptnih ilustratorjev omejenih na ozko področje. Različna ustvarjalna področja vključujejo, vendar niso omejene na, pripravo domišljijskih likov, bitij, pa tudi okolij ali celo modelov, povezanih z industrijo. Ozko področje je bolj primerno za samostojne umetnike, kot za konceptne ilustratorje, ki si želijo delati v podjetju, kjer je fleksibilnost ključna. Poznavanje temeljev umetnosti, kot so anatomija, perspektiva, barvna teorija, oblikovanje in svetloba, so bistvene za vsa področja ustvarjalnosti.